# Tumblepop
Tumblepop es un videojuego de plataformas arcade desarrollado por Data East y lanzado en 1991. Se considera una obra clásica de culto, pero parece pedir prestados algunos elementos del Snow Bros lanzado el año anterior. También tiene pequeñas características del Pang.

## Interfaz
El juego implica a uno o dos cazadores de fantasmas que pueden aspirar monstruos hacia a dentro de sus bolsas de aire y escupirlos en una bola, eso se puede utilizar como arma cuando golpea a otros enemigos y acaba recorrido dando recompensas (monedas, diamantes, rubíes). El diagrama del juego fue inspirado posiblemente por la película de Los cazafantasmas.[cita requerida]
Los controladores dependen de dos botones y la palanca de mando. El botón principal sirve para activar la aspiradora, al mantener el botón principal presionado logramos aspirar a las criaturas y se introduce en nuestra bolsa de aire, una vez que soltamos el botón expulsamos a la o las criaturas que tengamos en nuestro bolsa de aire, también tenemos un tiempo determinado para mantenerlas dentro, si las mantenemos dentro de nuestra bolsa de aire mucho tiempo, puede que explote costándonos una vida. [cita requerida]
El botón secundario sirve para saltar, podemos saltar de un piso a otro (hacia arriba o hacia abajo), y también de un lado a otro, una función que se destaca es que al mantener la palanca hacia abajo (agachado) y presionando el botón de salto, logramos lanzarnos del piso (hacia abajo) en el que estamos hacia eludiendo obstáculos o disparos.[cita requerida]

## Personajes
Existen dos tipos de personajes, gráficamente son iguales, la única diferencia es que poseen diferentes colores en sus vestimentas. El jugador 1 tiene un traje y un pañuelo en la cabeza de color verde, sus guantes y bolsa de aire son rojos, y aparece en el lado izquierdo de la pantalla. El jugador 2 posee el mismo equipo y gráficamente es igual, solo que cambian los colores, lo que es color verde en el jugador 1, en este jugador es amarillo (es decir el traje y el pañuelo), y los colores rojos son azules (los guantes y la bolsa de aire), este aparece en el lado derecho de la pantalla, ambos poseen botas y un chaleco negro.
Al ganar un mapa o al completar la palabra TUMBLEPOP, el o los jugadores dicen: «Takuga!» y al ganar un nivel dicen «Bugi!»[cita requerida]

## Objetos
Los siguientes objetos aparecen en los pisos mediante el lanzamiento de una bola formada por algunas criaturas:[cita requerida]
- Pila: aumenta la distancia de la aspiración.
- Patines: aumenta la velocidad del personaje.
- Pistola de plasma: vuelve la aspiración una cadena de corriente, haciendo que en lugar de aspirar a las criaturas la destruyamos instantáneamente (solo dura un nivel).
- Letras: sirven para formar la palabra TUMBLEPOP, la cual nos enviara a un nivel de bonus donde nos esperan muchas recompensas y una vida, eso sí hay que apurarse porque es por tiempo limitado. Las letras pueden variar, ya que según el lugar o el piso, pueden aparecer letras únicas o las que cambian (avanzan según el abecedario: si aparece una P, un segundo transcurrido se hace Q, la Q se hace R, etc.).
- Recompensas: luego de hacer volar una o más criaturas y al caer en un lugar automáticamente se transformara en una recompensa, estas pueden variar, ya que dependen de lo que sea y de que tamaño, incluso algunas de las recompensas están ocultas y pueden ser descubiertas si lanzamos una bola de criaturas en un piso determinado. La recompensas puede ser desde monedas pequeñas que nos dará 100 puntos hasta bolsas de dinero con valores hasta de 500 puntos.

## Criaturas
Las criaturas son nuestras enemigas en los niveles, nuestra misión es eliminarlas para pasar al siguiente nivel. Dichas criaturas pueden eliminarse de dos maneras: la primera es aspirándola y lanzándola para obtener una recompensa o aspirando más de una para lanzarlas y obtener una recompensa mayor, y la segunda es aspirar una o más criaturas y lanzársela a otra para eliminarla. Existen gran variedad de criaturas, ellas están determinadas por categorías.
Las criaturas se califican de la siguiente manera:[cita requerida]
Categoría 1: Son las más sencillas ya que se caracterizan por ser pequeñas y fáciles de aspirar, lo único que hacen es andar de un lado para el otro de piso desde donde están y desde el cual comienza ya que no se mueven desde allí. Estas son las únicas que apenas hacen contacto con la onda de la aspiradora entran sin problema. No poseen mucha participación en los mapas, pero si aparecen en los primeros escenarios como para demostrar cierta facilidad al jugador. Cantidad estimada por región: 1 - 6
Categoría 2: Son bastantes simples, no representa una amenaza en su calidad sino su cantidad. Su función consta de ir por todo el escenario, saltando de un lado a otro, corriendo y trasladándose de un piso a otro con aviso previo (mira antes de saltar para arriba o de dejarse caer hacia otro piso). Tienen mucha participación en los escenarios. Cantidad estimada por región: 4 – 12
Categoría 3: Muy parecidas en las categoría 2, solo que estas tiene otras características para el jugador tanto buenas como malas, las buenas son que estas criaturas no saltan de un lado a otro, pero las características malas son que pueden trasladarse de una manera especial (ya sea en forma de remolino o haciéndose invisible) lo que imposibilita el golpe de la bola de criaturas y hasta puede detenerla, como por ejemplo el remolino que la detiene. Cantidad estimada por región: 4 – 12
Categoría 4: Estas criaturas se caracterizan por efectuar ataques a distancia, además de hacer algunas de las cosas que hacen las otras, como por ejemplo saltar de un lado a otro y trasladarse de piso en piso. Cantidad estimada por región: 1 – 6
Categoría 5: Son unos frascos que aparecen inmóviles en el escenarios, su única función es, además de bloquear ciertas partes del escenarios, de producir criaturas tanto de lvl 2 como de lvl 3, en los primeras regiones se los puede destruir lanzándoles dos criaturas y en las siguientes regiones, bastarán tres criaturas para destruirlo.
Jefe de mapa: es la criatura más grande que aparece al finalizar una región, la única forma de matarla es lanzarle las criaturas que aparecen en su escenario, los puntos de vida del boss y el nivel puede variar según posición de la región, por ejemplo, el primer boss tiene 6 de vida y aparece en el sexto escenario (1 - 6), el segundo tiene 8 puntos de vida y aparece en el séptimo escenario. Algunas regiones más adelante los bosses van a aparecer en los escenarios de nueve (X - 9) y con más puntos de vida hasta un cierto punto. Incluso la última región los niveles están compuestos por los bosses que matamos con anterioridad.
Diablo del tiempo: esta criatura aparece volando, en el costado superior izquierdo de la pantalla y únicamente cuando tardamos mucho en limpiar el escenario, no se puede atacar y no desaparecerá hasta que limpiemos a la última criatura o hasta que nos quite una vida, al cumplir estos objetivos desaparece.

## Regiones
Al comienzo del juego, más precisamente apenas introducimos la moneda o ficha, apretamos el botón del jugador o los jugadores e inmediatamente se nos aparece un mapa con unos puntos rojos, esos puntos dictaminan nuestras regiones, esto significa que podemos elegir en que región comenzar a jugar. Al avanzar en el mapa, el globo aerostato gira en dirección contraria a las agujas del reloj. Además, en la primera pantalla seleccionada, sólo hay seis niveles antes del enemigo final, pero conforme vayamos pasando de región, la cantidad de niveles antes del jefe final aumentan, uno más por cada región. Por ello, hasta que no se ha comenzado el juego desde las ocho regiones elegibles, no habremos visto todos los niveles de cada zona.[cita requerida]
Leyenda: (aquí vamos a mostra las regiones en el siguiente orden)[cita requerida]
País
Fondo
- Categorías de criatura 1
- Categorías de criatura 2
- Categorías de criatura 3
- Categorías de criatura 4
- Categorías de criatura 5
- Boss o Jefe de mapa

(Estos mapas están acomodados aleatoriamente y siguiendo la escala de niveles)

### Rusia
La región nos ubica en la parte frontal de la catedral de San Basilio en Moscú, en esta región nos encontramos con:[cita requerida]
- Fantasmitas de apariencia gelatinosa (mismo modelo que en Estados Unidos), pero estos son de color celeste.
- Payaso de circo.
- Caplachin, se lo puede ver con un bombín, un moño, guantes y unos zapatos parodia de Chaplin
- Lanego que lanzan 3 llamaradas de fuego que recorren los pisos por donde pasan (mismo modelo que en Brasil y Egipto), pero estos tienen el pantalón, el pelo, y los zapatos de color violeta.
- Frascos con una cara sonriente de payaso que cuando se los destruye se entristecen.
- El jefe es un payaso gigante que flota con globos y arroja bombas, esas bombas son las supuestas “criaturas” que hay que aspirar para lanzárselas.

### Egipto
La región nos ubica en las pirámides de Guiza, en esta región nos encontramos con:[cita requerida]
- Son una especia rara con cola y pelo, pero aparentan caminar en dos patas (mismo modelo que en Brasil).
- Skells (mismo modelo que en Japón), pero estos tienen ojos y zapatos rojos.
- Momias, entre tantas vendas se le distingue un ojo.
- lanego que lanzan 3 llamaradas de fuego que recorren los pisos por donde pasan (mismo modelo que en Rusia y Brasil), pero estos tiene el pantalón, el pelo y los zapatos de color rojos.
- Frascos decorados con jeroglíficos egipcios y tiene un ojo.
- El jefe de ese mapa es un genio que después de un rato desaparece su lámpara y comienza a abrir los brazos para llamar a sus seguidores, estos vendrían a ser momias, las criaturas para atacarlo.

### Francia
La región nos ubica en la avenida Champs-élyseés, y como imagen principal el Arco del triunfo, en esta región nos encontramos con:[cita requerida]
- Robots redondos que poseen una antena y unas pequeñas piernas (mismos modelos que en el Espacio), pero estos son de color azul.
- Robots con una cabeza parecida a la de Johnny 5, solo que estos tienen 2 piernas.
- Robots cíclope, sin piernas, pero con pinzas y con una helicóptero arriba de su cabeza.
- Robots cíclopes de color verde con cadenas de tanques para caminar y con un cañón arriba de la cabeza, disparan 3 rayos naranjas en una dirección que incluso pasan las paredes.
- Frascos hechos de vidrio azul con un ojo (mismos modelos que se usa en la Antártica).
- El jefe en este mapa es un robot redondo y con un ojo, que al llegar al medio despliega sus brazos y larga unas manos mecánicas que giran en círculos, a veces este robot se desplaza hacia la parte superior de escenario y cae de golpe como señal de ataque hacia el cazador, estas manos son las criaturas para atacarlo.

### Estados Unidos
La región nos ubica en la ciudad de New York, más precisamente en Manhattan, frente a la estatua de la libertad y las torres gemelas, en esta región nos encontramos con:[cita requerida]
- Fantasmitas de apariencia gelatinosa (mismo modelo que en Rusia), pero estos son de color verde.
- Cabezas de calabaza, tiene una camisa desgarrada.
- Pulpos (mismo modelo que en el Espacio), pero estos son de color rojo.
- Kappas, dragones míticos japoneses, lanzan unas bolitas de ácido, sobre el suelo o hacia abajo si, dependiendo de donde este el cazador (mismo modelo que en Japón)
- Frascos con forma de calabaza de halloween.
- El jefe es un pulpo gigante que esta sobre un suelo de agua, de esa misma agua, emergen los pulpos sirvientes y en algunas partes del escenario el pulpo gigante levanta sus tentáculos poniendo obstáculos al cazador.

### Brasil
La región nos sitúa en Río de Janeiro, frente a la estatua del Cristo redentor, en esta región nos encontramos con:[cita requerida]
- Son una especia rara con cola y pelo, pero aparentan caminar en dos patas (mismo modelo que en Egipto).
- Llamas vivientes con un ojo.
- Una especie de Yeti (mismo modelo que en la Antártica), pero estos son de color naranja.
- Escupefuego que lanzan 3 llamaradas de fuego que recorren los pisos por donde pasan (mismo modelo que en Rusia y Egipto), pero estos tiene el pantalón, el pelo y los zapatos de color grises.
- Frascos de piedra con un ojo y con fuego es su cabeza (mismo modelo que en el Espacio), pero estos tiene el fuego rojo.
- El jefe es un Dragón de fuego que emerge de un mar de fuego, y lanza de su boca las llamas vivientes, se traslada como acechando al cazador y que si este llegase a tocar la planta baja del escenario puede llegar a pisarlo y morir, a veces después de lanzar algunas llamas, da un paso adelante y vuelve a arrojar.

### Antártica
La región nos sitúa en algún lugar de la Antártica, en esta región nos encontramos con:[cita requerida]
- Criaturas peludas (mismo modelo que en Australia y Japón), pero estas son de color azul.
- Muñeco de nieve con una bufanda y nariz de zanahoria.
- Una especie de Yeti (mismo modelo que en Brasil), pero estos son de color azul.
- Hombres de nieve con una pala la cual usa para arrojar bolas de nieve que van por el piso (mismos modelos que en Australia), pero estos son blancos por la nieve, su pala, bufanda y nariz son rojas.
- Frascos hechos de vidrio azul con un ojo (mismos modelos que se usa en Francia).
- El jefe es un muñeco de nieve gigante sin brazos, ni piernas, pero con gran salto y puede incluso dejarte sin espacio, a medida que se le quita puntos de vida, dicho muñeco va partiendo las partes, las bolas de las piernas, el tórax y por último la cabeza, lanza criaturas de categoría 2 y 3 desde la parte superior de la pantalla.

### Australia
La región nos sitúa frente a la roca de Ayers, en esta región nos encontramos con:[cita requerida]
- Criaturas peludas (mismo modelo que en la Antártica y Japón), pero estas son de color verde.
- Cavernícolas.
- Plantas carnívoras vivientes de cabezas amarillas.
- Hombres de tierra con una pala la cual usa para arrojar bolas de tierra que van por el piso (mismos modelos que en la Antártica), pero estos son marrones por la tierra, su pala, bufanda y nariz son verdes.
- Frascos con forma de planta de pétalos rojos.
- El jefe es una planta carnívora con dos cabezas amarillas (igual de la que lanza para servirle) al quitarla mitad de los puntos de vida una de sus cabezas (la más golpeada) se rompe y cae, su raíz está en el medio, puede ser atacada pero no le hace daño.

### Japón
La región nos sitúa frente al monte Fuji, en esta región nos encontramos con:[cita requerida]
- Criaturas peludas (mismo modelo que en la Antártica y Australia), pero estas son de color naranja.
- Esqueletos (mismo modelo que en Egipto), pero estos tienen ojos y zapatos azules.
- Yureis, típica representación de los fantasmas en Japón con el triangulito blanco en la cabeza, además de la lengua afuera y con un ojo.
- Kappas, dragones míticos japoneses, lanzan unas bolitas de ácido, sobre el suelo o hacia abajo si, dependiendo de donde este el cazador (mismo modelo que en Estados Unidos).
- Frascos con forma de Isakaya, lámpara japonesa, esta es blanca con un ojo.
- El jefe es un muñeco Daruma, dividido en 5 partes que a medida que golpeas una de sus partes se va encogiendo hasta que llega a la última parte (la más alta), le salen brazos y piernas y comienza a perseguirnos en el escenario, a partir de esta postura podemos empezar a quitarle puntos de vida, sus sirvientes aparecen de la parte superior de la pantalla.

### El Espacio
Esta región no se puede escoger, y nos la encontramos al terminar el resto de regiones de la tierra. En esta región nos encontramos con:[cita requerida]
- Robots redondos que poseen una antena y unas pequeñas piernas (mismos modelos que en Francia), pero estos son de color turquesa.
- Marcianos blancos de ojos verdes, aparecen durante la presentación del juego.
- Pulpos (mismo modelo que en Estados Unidos), pero estos son de color turquesa.
- Astronautas que arrojan bolas en llamas en ambas direcciones y pasan las paredes.
- Frascos de piedra con un ojo y con fuego es su cabeza (mismo modelo que en Brasil), pero estos tiene el fuego azul.
- El jefe es un robot extraterrestre, con capa y manto negro, ojos luminosos y cabeza de bombilla. Arroja bolas de poder de las manos en direcciones aleatorias, las criaturas sirvientes vienen de la parte superior de la pantallas y son de categorías 2 y 3.

### La Luna
El fondo es la tierra, la única diferencia con el resto de los mapas es que acá no aparecen criaturas comunes, sino que, en los niveles, aparecen los jefes anteriores, y también el jefe final, es un científico loco cyborg montado en un robot, el cual lanzaba sus manos mecánicas y las criaturas sirvientas (los robots de Francia) para atacarlo. Una vez destruido, quedaba el científico loco flotando en una máquina la cual podía seguir atacándonos pero con bolas de fuego en direcciones de cruz, primero cruz + y después cruz X, y así sucesivamente, el golpe final se lo damos aspirando y lanzándolo, al final se rinde.[cita requerida]

### Observaciones
- Los escupefuego fueron moldeados del juego Karnov, un juego fabricado por la misma empresa que el tumblepop.* Gamerwiki Análisis en inglés

- Los cavernícolas y las plantas carnívoras del mapa de Australia fueron hechos basados en los mismos personajes del juego Joe y Mac, también de Data East.

- Los astronautas están basados en Chelnov, el personaje principal del videojuego Atomic Runner Chelnov.

- El Jefe Final (El Científico Loco), no solo aparece en Tumblepop, sino también en otros juegos de Data East, como Diet Go Go! y Joe & Mac Returns, haciendo el mismo rol de Jefe Final en dichos juegos